# Théophile de Donder
Théophile Ernest de Donder (Brussel·les, 19 d'agost de 1872 - Brussel·les, 11 de maig de 1957) va ser un matemàtic i físic belga famós pel seu treball de 1923 en el desenvolupament de les correlacions entre el concepte newtonià de l'afinitat química i el concepte gibbsià d'energia lliure.

## Formació
Va rebre el seu doctorat en física i matemàtiques per la Universitat Lliure de Brussel·les el 1899, amb una tesi titulada Sur la Théorie des Invariants Intégraux («Sobre la teoria dels invariants integrals»).

## Carrera
Va ser professor de la Universitat Lliure de Brussel·les entre 1911 i 1942. Al principi va continuar el treball d'Henri Poincaré i Élie Cartan. Des de 1914 va ser influït pel treball d'Albert Einstein i va ser un entusiasta proposador de la teoria de la relativitat. El 1923 va desenvolupar la seva definició de l'afinitat química, amb la qual cosa va guanyar una significant reputació. Va ser ell qui va advertir de la connexió entre l'afinitat química i el concepte d'energia lliure de Gibbs.
És considerat el pare de la termodinàmica per als processos irreversibles. El treball de De Donder va ser desenvolupat posteriorment per Ilya Prigogine. De Donder va ser soci i amic d'Albert Einstein.

## Obra
- Sur la théorie des invariants intégraux (tesi) (1899).
- Théorie du champ électromagnétique de Maxwell-Lorentz et du champ gravifique d'Einstein (1917)
- La gravifique Einsteinienne (1921)
- Introduction à la gravifique einsteinienne (1925)
- Théorie mathématique de l'électricité (1925)
- Théorie des champs gravifiques (1926)
- The Mathematical Theory of Relativity. Cambridge, MA: MIT (1927)
- Application de la gravifique einsteinienne (1930)
- Théorie invariantive du calcul des variations (1931)
- Thermodynamic Theory of Affinity: A Book of Principles. Oxford, England: Oxford University Press (1936)